# The Voice Kids (format)
The Voice Kids – międzynarodowy format telewizyjny typu talent show, oparty na licencji niderlandzkiej firmy produkcyjnej Talpa Content i stworzony przez Johna de Mola. Zadebiutował w styczniu 2012.
Pierwszym podmiotem, który wykupił licencję na realizację lokalnej wersji programu, była ukraińska telewizja 1+1, która w 2012 wyprodukowała pierwszą lokalną edycję konkursu pt. Holos. Dity.
Prawo do realizacji krajowej wersji programu ma ponad 30 państw, w tym m.in.: Albania, Australia, Belgia, Brazylia, Dania, Filipiny, Finlandia, Francja, Grecja, Hiszpania, Indie, Indonezja, Kambodża, Kanada, Kazachstan, Kolumbia, Korea Południowa, Liban (kraje arabskie), Litwa, Niemcy, Peru, Polska, Portugalia, Rosja, Rumunia, Stany Zjednoczone (kraje Ameryki Łacińskiej), Tajlandia, Turcja, Ukraina, Wielka Brytania i Wietnam.
Program jest mutacją formatu The Voice, biorą w nim udział młodociani wokaliści w wieku od 6 do 14 lat. Zawodnicy rywalizują o stypendium lub kontrakt z profesjonalną wytwórnią muzyczną. Ich występy oceniają trenerzy, którzy pełnią funkcję mentorów wybranych uczestników.